# 大道寺直聴
大道寺 直聴（だいどうじ なおのり）は、江戸時代中期の弘前藩士。

## 生涯
元禄14年（1701年）、父・大道寺繁清から家督1300石を継ぎ、宝永5年（1708年）用人より家老へ昇格した。浅利伊兵衛より、当田流剣道の免許皆伝を受けた武人であった。
正徳4年（1714年）、弘前城内から出火した際には、城門は破壊して、駆けつけ鎮火したという。